# Heliotropium
Heliotropium Tourn. ex L. è un genere di piante della famiglia delle Boraginacee.

## Descrizione
Comprende piante annuali o perenni, erbacee o arbustive, più o meno ispide o pubescenti e con le foglie membranose.
I fiori pentameri sono portati su cime ramose e senza brattee che possono assumere posizione terminale o pseudoascellare. 
I calici, generalmente divisi in lobi fino alla base, possono essere caduchi o persistenti alla fruttificazione. 
La corolla, bianca nelle piante annuali e purpurea in quelle perenni; ha forma ipocrateriforme con il tubo solitamente senza scaglie e il lembo suddiviso in lobi più o meno fino alla base e con denti tra i lobi. Gli stami sono inclusi. Anche lo stilo è incluso e generalmente è molto corto con lo stimma largo, disciforme e aspetto conico o arrotondato, intero o 2-4 lobato.
Il frutto secco, è generalmente diviso in due o quattro nucule, a volte è monospermo e quindi intero.

## Distribuzione e habitat
Il genere Heliotropium ha una distribuzione pressoché cosmopolita essendo presente in tutti i continenti eccetto l'Antartide.
Abitualmente vegeta in habitat secchi e scoperti, in particolar modo in terreni coltivati o suoli sabbiosi.

## Tassonomia
Il genere comprende circa 250 specie.

### Specie in Italia
Secondo Pignatti, le specie presenti in Italia, distribuite in modo non uniforme nelle diverse regioni, spesso rare e talvolta inselvatichite perché sfuggite alla coltura, sono:
- Heliotropium amplexicaule Vahl
- Heliotropium arborescens L.
- Heliotropium curassavicum L.
- Heliotropium europaeum L.
- Heliotropium suaveolens M.Bieb.
- Heliotropium supinum L.